# Pârâu Crucii (gmina Pogăceaua)
Pârâu Crucii – wieś w Rumunii, w okręgu Marusza, w gminie Pogăceaua. W 2011 roku liczyła 155 mieszkańców.